# Тэнджимен, Нелл
Нелл Тэнджимен (англ. Nell Tangeman; 21 декабря 1914, Колумбус (Огайо) — 15 февраля 1965, Вашингтон) — американская оперная певица (меццо-сопрано).
Окончила школу музыки Университета Огайо, затем училась на отделении вокала в Кливлендском институте музыки. Частным образом занималась также под руководством вокальных педагогов Фридриха Шорра и Маргарет Матценауэр в Нью-Йорке, стажировалась в Европе у Нади Буланже.
Дебютировала в Нью-Йорке в 1946 году, исполнив партию Иокасты в концертном исполнении «Царя Эдипа» Игоря Стравинского с Нью-Йоркским филармоническим оркестром под управлением Леонарда Бернстайна. В 1951 г. была приглашена в венецианский театр «Ла Фениче» для участия в мировой премьере другой оперы Стравинского, «Похождения повесы» (в партии Матушки-гусыни). В 1952 г. приняла участие в мировой премьере оперы Бернстайна «Волнения на Таити». Наряду с оперными партиями много концертировала, исполняя произведения современных американских композиторов; особенно тесная связь соединяла Тэнджимен с Недом Роремом (для неё написан и ею впервые исполнен ряд его вокальных сочинений, в том числе Маленькая элегия, 1948). Единственная оставленная Тэнджимен запись — «Песни Гурре» Арнольда Шёнберга с дирижёром Рене Лейбовицем (1953), работа, долгое время считавшаяся образцовой.